# Neophascogale lorentzi
Neophascogale lorentzi е вид бозайник от семейство Торбести мишки (Dasyuridae), единствен представител на род Neophascogale.

## Разпространение
Видът е разпространен в Индонезия и Папуа Нова Гвинея.